# برايان واين بيترسون
برايان واين بيترسون (بالإنجليزية: Brian Wayne Peterson)‏ هو مخرج منفذ وكاتب سيناريو أمريكي، ولد في 27 سبتمبر 1970 في الولايات المتحدة.

## وصلات خارجية
- برايان واين بيترسون على موقع IMDb (الإنجليزية)
- برايان واين بيترسون على موقع ألو سيني (الفرنسية)
- برايان واين بيترسون على موقع قاعدة بيانات الفيلم (الإنجليزية)
- برايان واين بيترسون على موقع كينوبويسك (الروسية)